# 粉河郵便局
粉河郵便局（こかわゆうびんきょく）は和歌山県紀の川市粉河にある郵便局。民営化前の分類では集配特定郵便局であった。

## 概要
所在地：〒649-6599 和歌山県紀の川市粉河519-8
旧粉河町内で唯一の集配郵便局であり、町内の集配業務を担当している。民営化に先立っての集配郵便局再編の際、当局の郵便集配部門は配達センターとなりゆうゆう窓口（郵便時間外窓口）が廃止となった。

## 沿革
- 1872年3月4日（明治5年2月10日） - 粉川郵便取扱所として開設[1]。
- 1875年（明治8年）1月1日 - 粉川郵便局（五等）となる[1]。
- 1882年（明治15年）8月 - 為替・貯金取扱を開始[1]。
- 1895年（明治28年）2月1日 - 粉河郵便局に改称[1]。
- 1895年（明治28年）3月16日 - 粉河郵便電信局となる[1]。
- 1903年（明治36年）4月1日 - 通信官署官制の施行に伴い粉河郵便局となる[1]。
- 2007年（平成19年）3月5日 - 当局の郵便集配部門は配達センターとなり、ゆうゆう窓口（郵便時間外窓口）を廃止。
- 2007年（平成19年）10月1日 - 民営化に伴い、一部業務を併設の郵便事業岩出支店粉河集配センターに移管。
- 2012年（平成24年）10月1日 - 日本郵便株式会社発足に伴い、郵便事業岩出支店粉河集配センターを粉河郵便局に統合。

## 取扱内容
- 郵便、印紙、ゆうパック、内容証明
- 貯金、為替、振替、振込、国際送金、国債
- 生命保険、バイク自賠責保険
- ゆうちょ銀行ATM
- 紀の川市内の一部区域（「649-65xx」区域（旧粉河町域））の郵便物集配業務

## 風景印
- 図案は粉河寺庭園とはっさく。局名表示は「和歌山粉河」
- 使用開始日は1985年（昭和60年）3月1日

## 周辺
- 紀の川市役所粉河支所
- 紀の川市立粉河図書館
- 粉河税務署
- 和歌山県立粉河高等学校
- 松源粉河店
- マクドナルド粉河店
- オークワ粉河店
- コーナン粉河店
- しまむら粉河店
- 粉河武道館

## アクセス
- JR和歌山線 粉河駅から徒歩約10分
- 国道24号沿い
- 駐車場あり：6台